# Crocus boulosii
Crocus boulosii är en irisväxtart som beskrevs av Werner Rodolfo Greuter. Crocus boulosii ingår i släktet krokusar, och familjen irisväxter. Inga underarter finns listade i Catalogue of Life.